# Beverley Knight
Beverley Knight, nata Beverley Anne Smith (Wolverhampton, 22 marzo 1973), è una cantante e attrice teatrale britannica.
Tra i suoi brani più conosciuti vi sono Greatest Day, Get Up!, Shoulda Woulda Coulda e Come as You Are. Ha recitato in diversi musical nel West End londinese, tra cui Body Guard e Memphis, vincendo il Laurence Olivier Award alla migliore attrice non protagonista in un musical per Sylvia nel 2023. Nel 2001 è apparsa nella canzone Love Foolosophy con i Jamiroquai, singolo di grande successo internazionale tratto dall'album A Funk Odyssey.

## Biografia

### La formazione
Nata Beverley Anne Smith da genitori giamaicani, in un ambiente familiare pentecostale, fin da piccola entrò in contatto con la musica gospel cantando nel coro della chiesa che frequentava con la sua famiglia.
A tredici anni iniziò a scrivere canzoni, grazie anche all'ispirazione musicale data da artisti come Aretha Franklin e Sam Cooke.
Iniziò comunque a esibirsi in pubblico solo dopo i diciassette anni, cantando le proprie canzoni in diversi locali e nightclub di Wolverhampton. Nonostante i primi successi ottenuti, in quegli anni preferì dare la precedenza agli studi, rifiutando anche un'offerta per un contratto discografico per dedicarsi allo studio della teologia e della filosofia all'Università di Wolverhampton.

### Il successo
Nel 1994 Beverley Knight firmò il suo primo contratto con la Dome Records; grazie anche alla collaborazione con il trio londinese 2BE3, nel 1995 uscì il suo primo album, The B-Funk. L'album non ottenne il successo sperato ma l'anno successivo le fece vincere due premi per i Black Music Awards, "Best Producer" e "Best R&B Act". Fu invece il singolo Flavour of the Old School a ottenere ottimi risultati, rientrando nella top 40 della UK Singles Chart del 1996.
Nel 1998, dopo aver lasciato la Dome Records e aver firmato un contratto con la EMI's Parlophone, Beverley Knight rilasciò il suo secondo album, Prodigal Sista; vincendo tre MOBO Awards l'album si confermò un grande successo commerciale, con brani come Greatest Day e Made It Back che si posizionarono nella top 25 delle classifiche dei singoli inglesi.
I due singoli Get Up e Shoulda Woulda Coulda anticiparono l'uscita del terzo album dell'artista, Who I Am, rendendolo popolare prima ancora del rilascio, rientrando nella top 20 delle classifiche dei singoli britannici. Grazie ad essi l'album divenne il suo LP di maggiore successo, ottenendo ottime recensioni da parte di giornali del calibro di The Guardian, tanto che nel 2002 fu nominato per il Mercury Music Prize.
Nel 2003 Beverley Knight dovette affrontare il lutto della perdita di un suo grande amico, Tyrone Jaminson, morto per una complicanza dell'AIDS. È questo evento a farle da ispirazione per le tematiche principali di diversi brani del suo quarto album, Affirmation. Tra i produttori figurano i nomi di Guy Chambers e di Peter-John Vettese; il risultato fu un album pop dai tratti fortemente mainstream, che in particolare con il singolo Come As You Are allontanò una parte del pubblico della cantante. Il brano divenne comunque molto popolare, classificandosi in nona posizione nella UK Singles Chart e ottenendo un moderato successo anche in Germania.

### Gli anni 2000
Nel 2006 Beverley partecipò al reality show musicale britannico Just The Two Of Us. Il programma televisivo le garantì una maggiore popolarità, che la portò nello stesso anno a rilasciare Voice: The Best of Beverley Knight, una compilation di alcuni dei suoi brani di maggiore successo, e il singolo Piece Of My Heart, una cover del brano della cantante gospel statunitense Erma Franklin. Il singolo rientrò nella top 20 della classifica dei singoli britannici di quell'anno, posizionandosi sedicesimo.
Nel 2007 pubblicò il suo quinto album, Music City Soul, che con il brano No Man's Land ottenne buoni risultati.
Il 2009 fu l'anno del suo sesto album, 100%. In un'intervista la cantante ha spiegato come il titolo scelto fosse sia un modo per mostrare la totale dedizione che ha sempre avuto verso la propria carriera, che un omaggio al suo impegnarsi totalmente nella relazione con il proprio partner, James O'Keefe, al quale ha dedicato l'album.
Nel 2011 uscì il settimo album di Beverley Knight, Soul UK, che si posizionò tredicesimo nella UK Albums Chart.
L'anno successivo si esibì alla cerimonia di apertura dei giochi paralimpici di Londra pubblicò un'altra raccolta con i suoi maggiori successi, The Collection 1995-2007.
Dal 2013 al 2015 Beverley si dedicò principalmente al teatro, recitando in diversi musical di Londra tra cui The Bodyguard (2014), Memphis (2014) e Cats (2015).
Nel 2016 ritornò in studio per pubblicare un nuovo album, Soulsville. L'album ottenne la nona posizione nella classifica britannica degli album di quell'anno; include delle collaborazioni con i musicisti Jamie Cullum, Jools Holland e Sam Moore e contiene il brano Middle of Love, che è tuttora nella top 3 dei brani dell'artista più ascoltati di Spotify.
Nel 2019, per celebrare i propri venticinque anni di carriera, Beverley Knight ha rilasciato BK25, un album registrato al Royal Festival Hall di Londra con la Leo Green Orchestra che contiene una versione orchestrale di molti dei suoi brani.
Nel 2022 ha recitato nel musical The Drifters Girl portato in scena al Garrick Theatre di Westminster, che parla della storia del gruppo statunitense The Drifters e in particolare della loro manager Faye Treadwell (interpretata appunto da Beverley Knight), che fu anche la prima manager musicale afroamericana.
Sempre nel 2022 Beverley Knight è stata scelta per interpretare Delores Van Cartier nel revival del musical Sister Act all'Eventim Apollo Theatre. Nel 2023 ha interpretato Emmeline Pankhurst nel musical Sylvia all'Old Vic e per la sua interpretazione ha ricevuto il Laurence Olivier Award alla migliore attrice non protagonista in un musical.

## Attivismo
Beverley Knight si impegna da anni nel supportare diverse importanti campagne di beneficenza.
È infatti ambasciatrice di Christian Aid, un'associazione cristiana che lotta contro la povertà e per il rispetto dei diritti umani nei paesi meno sviluppati.

Beverley sostiene inoltre numerose associazioni per combattere l'AIDS, come la Stop AIDS Campaign e la Terrence Higgings Trust.

Per il suo grande impegno in queste cause sociali, la cantante è stata resa nel 2006 un membro dell'Ordine dell'Impero Britannico dalla regina Elisabetta II.
Nel 2020 ha partecipato anche al progetto del National Health Service (NHS) britannico per il supporto degli operatori sanitari durante la crisi del COVID-19, prendendo parte insieme ad altri musicisti a un video con una cover di Lean On Me di Bill Withers. Lo stesso anno si è esibita con una cover di Wish You Were Here dei Pink Floyd per l'evento della BBC di Children in Need.

## Discografia
Album studio
- 1995 - The B-Funk
- 1998 - Prodigal Sista
- 2002 - Who I Am
- 2004 - Affirmation
- 2007 - Music City Soul
- 2009 - 100%
- 2011 - Soul UK
- 2016 - Soulsville

Raccolte
- 2006 - Voice - The Best of Beverley Knight
- 2009 - The Collection
- 2012 - The Collection 1995-2007

Album remix
- 2012 - 100% - The Remixes
- 2012 - Soul UK - The Remixes

## Teatro
- The Bodyguard, Londra (2014)
- Memphis, Londra (2014)
- Cats, Londra (2015)
- The Bodyguard, Londra (2016)
- Cenerentola, Birmingham (2017)
- Sylvia, Londra (2018)
- Sweet Charity, Londra (2019)
- Pantolandat the Palladium, Londra (2020)
- The Drifters Girl, Londra (2021)
- Sister Act, Londra (2022)
- Sylvia, Londra (2023)
- Sister Act, Londra (2024)

## Filmografia

### Cinema
- Cenerentola (Cinderella), regia di Kay Cannon (2021)

### Televisione
- The Halcyon – serie TV, episodio 1x02 (2017)

## Doppiatrici italiane
Nelle versioni in italiano dei suoi film, Beverley Knight è stata doppiata da:
- Angela Brusa in Cenerentola

## Tour
- Who I Am Tour (2002)
- Who I Am Tour - Second Leg (2002)
- Affirmation Tour (2005)
- Voice - The Best of Tour (2006)
- Music City Soul Tour (2007)
- 100% Tour (2009)
- The Life & Soul Summer 2011 UK Tour (2011)
- The Soul UK Tour (2011)
- Soulsville (2016)
- I Love Soulsville UK Tour (2017)
- BK25 (2019)
- The Songs of Stevie Wonder (2019)

## Premi e riconoscimenti
| Anno | Evento                  | Categoria                                                | Nomination                      | Risultato       |
| ---- | ----------------------- | -------------------------------------------------------- | ------------------------------- | --------------- |
| 1996 | Black Music Awards      | Best R&B Act                                             | Best R&B Act                    | Vincitrice      |
| 1996 | Black Music Awards      | Best Producer                                            | Best Producer                   | Vincitrice      |
| 1998 | MOBO Awards             | Best R&B Act                                             | Best R&B Act                    | Vincitrice      |
| 1999 | MOBO Awards             | Best R&B Act                                             | Best R&B Act                    | Vincitrice      |
| 1999 | MOBO Awards             | Best Album                                               | Prodigal Sista                  | Vincitrice      |
| 1999 | EMMA Awards             | Best British Music Act                                   | Best British Music Act          | Vincitrice      |
| 2000 | Brit Awards             | Best British Female Solo Artist                          | Best British Female Solo Artist | Candidata       |
| 2002 | Mercury Music Prize     | Mercury Music Prize                                      | Who I Am                        | Candidata       |
| 2002 | MOBO Awards             | UK Act Of The Year                                       | UK Act Of The Year              | Candidata       |
| 2003 | Brit Awards             | Best British Female Solo Artist                          | Best British Female Solo Artist | Candidata       |
| 2003 | Brit Awards             | British Urban Act                                        | British Urban Act               | Candidata       |
| 2004 | Urban Music Awards      | Lifetime Achievement                                     | Lifetime Achievement            | Vincitrice      |
| 2006 | MOBO Awards             | Best UK Female                                           | Best UK Female                  | Candidata       |
| 2007 | MOBO Awards             | Best UK Female                                           | Best UK Female                  | Candidata       |
| 2009 | MOBO Awards             | Best UK Act                                              | Best UK Act                     | Candidata       |
| 2011 | Urban Music Awards      | Best Album                                               | Soul UK                         | Vincitrice      |
| 2015 | Laurence Olivier Awards | Best Actress in a Musical                                | Memphis                         | Candidata       |
| 2015 | WhatsOnStage Awards     | Best Actress in a Musical                                | Memphis                         | Candidata       |
| 2016 | WhatsOnStage Awards     | Best Actress in a Musical                                | Cats                            | Candidata       |
| 2022 | Laurence Olivier Awards | Best Actress in a Musical                                | The Drifters Girl               | Candidata       |
| 2022 | WhatsOnStage Awards     | Best Performer in a Female Identifying Role in a Musical | The Drifters Girl               | Candidata       |
| 2023 | Laurence Olivier Awards | Best Supporting Actress in a Musical                     | Sylvia                          | Vincitore/trice |

## Stile musicale e influenze

### Il gospel e il R&B: Aretha Franklin e Sam Cooke
Nel 2006 Beverley Knight ha presentato una serie su BBC Radio 2, Beverley’s Gospel Nights. La serie, attraverso anche le interviste a numerose celebrità tra cui Michelle Williams e Shirley Caesar, ripercorre la storia della musica gospel e del suo impatto sulla comunità afroamericana.

Il gospel è considerato dalla cantante stessa il genere musicale che la ha formata, assieme al rhythm and blues.
Beverley Knight ha infatti detto: "Non sono una purista del soul. Le mie radici sono nel gospel e nel R&B. [...] Solo perché sono una cantante donna e nera non aspettatevi che io faccia una cosa sola."

Tra le grandi influenze musicali dell'artista nel genere gospel si trovano Aretha Franklin e Sam Cooke, la cui musica era frequentemente ascoltata dalla famiglia di Beverley Knight durante gli anni della sua infanzia. Sono comunque rimasti una grande ispirazione per la cantante anche negli anni successivi della sua carriera: "Sam e Aretha erano delle divinità per me e questo non è mai cambiato" ha detto Beverley Knight in un'intervista per il The Guardian.

Per omaggiare l'influenza che questi musicisti hanno avuto nella musica di Beverley Knight, quest'ultima ha registrato nel corso degli anni diverse cover di alcuni dei loro brani, tra cui I Knew You Were Waiting (For Me), Do Right Woman e 	Rock Steady di Aretha Franklin e A Change Is Gonna Come di Sam Cooke.

Un'altra presenza importante nell'ambiente pentecostale in cui è cresciuta è stato Jim Reeves, che però non ha mai suscitato interesse in lei. In ogni caso, la cantante è rimasta sempre legata alle sue origini e alla sua formazione nel coro della chiesa che frequentava la sua famiglia, come ha affermato parlando della sua compilation Voice - The Best of Beverley Knight: "Il modo in cui canto fa istantaneamente ripensare alla chiesa. Non posso scappare da questo."

### Il pop e il funk: Prince
L'ispirazione principale per Beverley Knight per quanto riguarda il pop e il funk è stata la figura di Prince, da lei definito da sempre il suo idolo. La prima canzone dell'artista che ha ascoltato è stata Little Red Corvette quando aveva nove anni. La famiglia di Beverley non ha peraltro mai apprezzato le tematiche esplicite sulla sessualità affrontate nelle canzoni di Prince.

Sono molte le cover di quest'ultimo registrate dalla cantante, tra cui Baby I'm A Star e I Wanna Be Your Lover.

Nel 2007 Beverley ha cantato come supporto per Prince al The O2 Arena di Londra. L'anno successivo è quindi stata invitata dal musicista a Los Angeles per il suo post-Oscars party annuale: Beverley si è esibita sul palco assieme a Prince, cantando diversi brani dell'artista tra cui Cream e U Got The Look, ma anche Rock Steady di Aretha Franklin. Si è poi unito all'esibizione anche Stevie Wonder, con il quale Beverley e Prince hanno cantato altri brani famosi. Alla festa erano presenti numerose celebrità tra cui Javier Bardem, Penelope Cruz, Orlando Bloom, Kate Beckinsale, Sean Combs, Spike Lee e Forest Whitaker.

### Il soul: Whitney Houston
Per quanto riguarda la musica soul, il genere predominante di Beverley Knight, è forte l'influenza di Whitney Houston. Beverley Knight, omaggiando la cantante americana in occasione della sua morte, ha detto: "Non ho mai incontrato Whitney ma non potete sottovalutare la sua influenza su circa ogni cantante femminile dal 1985 - me inclusa."

L'artista racconta inoltre di come a scuola i suoi compagni le chiedevano di cantare le sue canzoni, e di come a 14 anni si è esibita con Greatest Love of All di Whitney.

### Altre influenze
Tra le altre influenze di Beverley Knight si ricordano Carole King, Mary J. Blige, D'Angelo (in particolare per il suo primo album, Brown Sugar) e Marvin Gaye. 

Riguardo a Blige, l'artista ne apprezza in particolare la capacità di trasmettere ciò che prova attraverso la musica: "Molte cantanti moderne riescono a stupire con la tecnica ma senza provare realmente emozioni, e riesci a sentire la storia di Blige mentre canta."

Beverley Knight nel corso degli anni ha comunque realizzato numerose cover di diversi artisti che apprezza e che in qualche modo le hanno comunque fatto da ispirazione, come nel caso di Stevie Wonder con il brano Love's in Need of Love Today.

## Vita privata
Beverley nel 2012 si è sposata con il tecnico di produzione James O’Keefe, con il quale aveva già pubblicamente annunciato il fidanzamento nel 2010. La coppia non ha figli.